# Presagio (figura literaria)

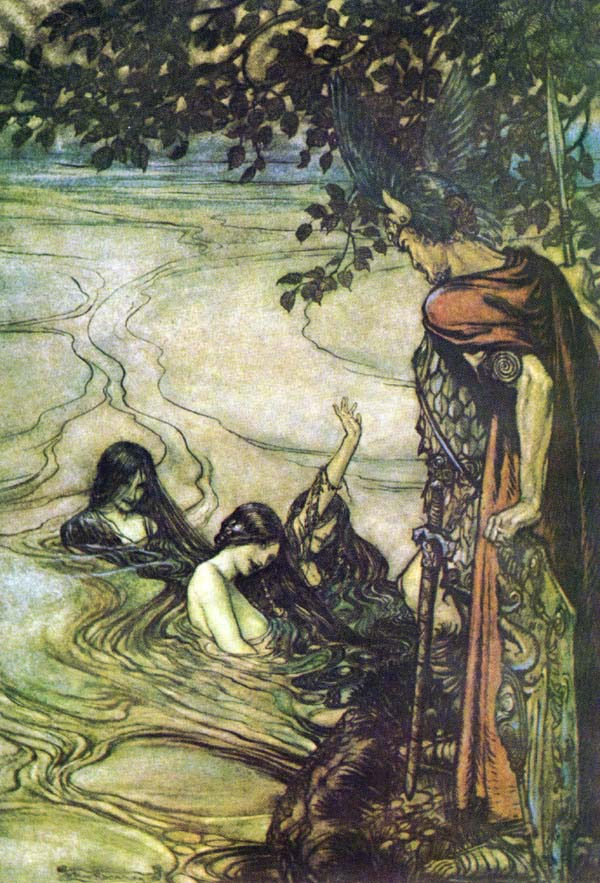
En esta ilustración de Arthur Rackham, las Doncellas del Rin advierten a Sigurd de una maldición, presagiando los desastres de El ocaso de los dioses.

El presagio o presentimiento es un recurso literario en el que el autor sugiere ciertos desarrollos argumentales que llegarán a pasar o a importar más adelante en la historia. Se usa para emocionar y preparar mentalmente al lector, así como para darle mayor credibilidad al desarrollo argumentativo.
Una pista que está diseñada para engañar a la audiencia es conocida como una pista falsa. Otro recurso similar es la prolepsis. Sin embargo, el presentimiento solo insinúa un posible resultado en el confinamiento de una narrativa, mientras que la prolepsis realiza un adelanto temporal en la narración.

## Ejemplos
—Frodo: ¡Qué lástima que Bilbo no apuñaló a esa vil criatura [Gollum] cuando tuvo la oportunidad!

—Gandalf: ¿Lástima? Fue la lástima la que detuvo su mano. [...] Muchos de los que viven merecen la muerte. Y algunos que mueren merecen la vida. ¿Puedes dárselas? Entonces no estés demasiado ansioso de entregar juicio de muerte. Porque aun los más sabios no pueden ver todos los finales. [...] Mi corazón me dice que aún tiene un papel que desempeñar, para bien o para mal, antes del final; y cuando este venga, la compasión de Bilbo podría gobernar el destino de muchos, en especial el tuyo.
El Señor de los Anillos

Esta conversación presagia el hecho de que más adelante en la historia el mismo Frodo se apiadará de Gollum y será incapaz de matarlo. Él tuvo un cambio de parecer a último minuto. Entonces, Gollum involuntariamente hace posible destruir al Anillo, lo cual es el objetivo de la misión de Frodo y el resto de los protagonistas.

—¡Guardarlo! —respondió ella suspirando—. Desnudo vino, de noche, hambriento y solo, y, con todo, no tenía miedo. Mira: ya echó a un lado a uno de mis hijos. ¡Y ese carnicero cojo quería matarlo y escaparse después al Waingunga, en tanto que los campesinos, en venganza, venían aquí al ojeo en nuestros cubiles! ¡Guardarlo! ¡Por supuesto que lo guardaré! Acuéstate quietecito, renacuajo. Vendrá el tiempo, Mowgli, porque en adelante llamaré a su merced Mowgli, la rana, en que no sea usted el cazado por Shere Khan, sino quien le cace a él.
El Libro de las Tierras Vírgenes

La anticipación se puede llevar a cabo por personajes que predicen el futuro. Por ejemplo, Cassandra en La Iliada tiene la habilidad de ver el futuro y realiza una profecía: predice que su hijo tendrá un mal final si no cambia su actuar o actitud. Es decir, los presagios también pueden augurar un destino fatídico.
Una obra que destaca en este aspecto es el anime y manga One Piece, dónde numerosos eventos son mencionados con cientos de capítulos de antelación para ser aclarados más tarde. Un ejemplo de ello es en el episodio 61, dónde los protagonistas discuten sobre barcos que escalan montañas. Años más tarde, en el episodio 807 durante el pasado de uno de los protagonistas se pueden observar barcos que cruzan el continente.